# Masdenverge (ort)
Masdenverge är en ort i Spanien.   Den ligger i provinsen Província de Tarragona och regionen Katalonien, i den östra delen av landet, 400 km öster om huvudstaden Madrid. Masdenverge ligger 45 meter över havet och antalet invånare är 1 014.
Terrängen runt Masdenverge är platt åt nordost, men åt sydväst är den kuperad.Runt Masdenverge är det ganska tätbefolkat, med 166 invånare per kvadratkilometer. Närmaste större samhälle är Tortosa, 10,7 km norr om Masdenverge. Trakten runt Masdenverge består till största delen av jordbruksmark.